# Franz Xaver Wirth (Bildhauer)
Franz Xaver Wirth (* 21. Juli 1907 in Aurolzmünster; † September 1992) war ein österreichischer Bildhauer.

## Leben, Ausbildung und Wirken
Nach dem Besuch der Volksschule in Andorf, der Bürgerschule Schärding verbrachte er die Lehrzeit bei einem örtlichen Holzschnitzer und wurde anschließend Schüler für Bildhauerei an der Bundeslehranstalt für Holzbearbeitung in Hallstatt und arbeitete in den Ferien an verschiedenen Schnitzwerken von Josef Furthner in Riedau. Er studierte an der Kunstgewerbeschule Wien bei Anton Hanak und wurde dessen enger Mitarbeiter. 1936 wurde er Mitarbeiter von Josef Thorak und arbeitete in München und Berlin. 1949 unterrichtete er an der Holzfachschule Hallstatt und leitete die Schule für zwölf Jahre. Nach seiner Pensionierung kehrte er nach Andorf zurück.
Wirth war Mitglied der Innviertler Künstlergilde.

## Werke (Auswahl)
- Während eines einjährigen Aufenthalts in Ankara stellte er das von Anton Hanak u. a. entworfene und begonnene Atatürk-Denkmal fertig.[1][2]
- 1936 schuf er eine Bronzebüste von Arturo Toscanini im kleinen Festspielhaus in Salzburg[3]
- Nach seiner Rückkehr nach Andorf schuf er das große Missionskreuz beim Kriegerdenkmal an der Außenseite der Pfarrkirche Andorf und fertigte Kruzifixe für viele örtliche Haushalte.
- Orgelgehäuse der Wallfahrtskirche Pöstlingberg
- Orgelgehäuse in der Stadtpfarrkirche Linz
- Hubertuskapelle am Kirchberg in Andorf, mit Relief

## Auszeichnungen
- Ehrenring in Gold der Marktgemeinde Andorf
- Berufstitel Professor